# Gaïa. Une médecine pour la planète
Gaïa. Une médecine pour la planète (titre original : Gaia, a new look at life on earth) est un essai scientifique de James Lovelock, publié en 2001. Il s'agit du troisième ouvrage d'une série consacrée à l'hypothèse Gaïa. Dans cet ouvrage, Lovelock explique comment guérir la Terre, notamment de l'empreinte anthropique.
Cet ouvrage complète un livre (illustré) publié quelques années plus tôt, l'auteur avait publié « Gaia : comment soigner une terre malade »